# اونیموشا (مجموعه تلویزیونی)
اونی‌موشا (انگلیسی: Onimusha)، یک مجموعه پویانمایی شبکه اصلی (ONA) است که بر اساس فرانچایز بازی ویدیویی به همین نام (اونیموشا) توسط کپ‌کام ساخته شده است. محصول سابلیمیشن و کارگردانی شینیا سوگای در نوامبر ۲۰۲۳ در نتفلیکس  منتشر شد.

## بررسی اجمالی
در اوایل دوره ادو، زمانی که ژاپن در حال گذار به سمت صلح بود، و جنگ در حال محو شدن در تاریخ بود، موساشی سالخورده مأموریتی مخفیانه را آغاز می‌کند. موساشی با مسلح شدن به "اونی Gauntlet" افسانه‌ای، سفری حماسی را آغاز می‌کند تا شیاطین در کمین را شکست دهد.